# Dmitrij Piestunow
Dmitrij Anatoljewicz Piestunow, ros. Дмитрий Анатольевич Пестунов (ur. 22 stycznia 1985 w Ust-Kamienogorsku) – rosyjski hokeista pochodzenia kazachskiego.

## Kariera
- Mietałłurg Magnitogorsk (2002-2007)
  -  Mietałłurg Magnitogorsk 2 (2004-2005)
- Spartak Moskwa (2004-2005, 2007-2008)
- Awangard Omsk (2008-2010)
- Traktor Czelabińsk (2010-2011)
- Dinamo Moskwa (2011-2014)
- Traktor Czelabińsk (2014-2017)
- Awtomobilist Jekaterynburg (2017-2018)
- Gyergyói HK (2018-2020)
- Debreceni EAC (2020-2021)
- HK Szachcior Soligorsk (2021)
- HK Liepāja (2022)

Wychowanek Torpedo Ust'-Kamienogorsk. Od 2011 roku zawodnik Dinama Moskwa. 1 maja 2013 przedłużył kontrakt o dwa lata. Od końca października 2014 do kwietnia 2017 ponownie zawodnik Traktora. Od maja 2017 był hokeistą drużyny. W sierpniu 2018 został zawodnikiem rumuńskiego klubu Gyergyói HK. Po dwóch sezonach gry tamże w lipcu 2020 przeszedł do węgierskiego klubu Debreceni EAC. Od lipca do grudnia 2021 był zawodnikiem białoruskiego. Sezon 2021/2022 dokończył w łotewskim HK Liepāja.

## Sukcesy
Reprezentacyjne
- Brązowy medal mistrzostw świata juniorów do lat 18: 2003
- Złoty medal mistrzostw świata juniorów do lat 20: 2003
- Srebrny medal mistrzostw świata juniorów do lat 20: 2005

Klubowe
- Srebrny medal mistrzostw Rosji: 2004 z Mietałłurgiem Magnitogorsk
- Brązowy medal mistrzostw Rosji: 2006 z Mietałłurgiem Magnitogorsk
- Puchar Spenglera: 2005 z Mietałłurgiem Magnitogorsk
- Złoty medal mistrzostw Rosji: 2007 z Mietałłurgiem Magnitogorsk, 2012, 2013 z Dinamem Moskwa
- Puchar Gagarina: 2012, 2013 z Dinamem Moskwa
- Srebrny medal mistrzostw Węgier: 2021 z Debreceni EAC

Indywidualne
- KHL (2008/2009): piąte miejsce w klasyfikacji asystentów w sezonie zasadniczym: 34 asysty